# 뉴무어섬
뉴무어섬(New Moore) 또는 남탈파티섬(South Talpatti)은 인도와 방글라데시의 영토 분쟁 대상이었다.
이 섬은 갠지스 삼각주에 1970년 볼라 사이클론 이후 해수면 위로 나타났고, 1974년에 발견된 이후 인도와 방글라데시가 서로 자국 영토로 주장했다. 2010년 해수면 상승으로 바다 속으로 잠겨 영토 분쟁이 종결되었다.